# Elizabetha
Elizabetha é um género botânico pertencente à família Fabaceae.